# Eicher Goodearth
Eicher Motors Ltd. ist ein indischer Industriekonzern mit dem Schwerpunkt Fahrzeugbau. Es werden Lastkraftwagen und Motorräder hergestellt. Das Unternehmen ist an der indischen Börse gelistet.

## Firmengruppe
Zur Firmengruppe gehören Eicher Motors Ltd. mit den Bereichen Eicher Motors, Royal Enfield und Eicher Demm sowie die Tochtergesellschaften Eicher Limited, Eicher Engineering Solutions, Good Earth Publications, Eicher International Ltd. und ECS Ltd. Es werden über 13.000 Mitarbeiter in drei Werken, zwei Entwicklungszentren und zahlreichen Verkaufsniederlassungen beschäftigt. Der Umsatz im Geschäftsjahr 2017/18 betrug 89,6 Mrd. INR (ca. 1,1 Mrd. EUR).

## Geschichte

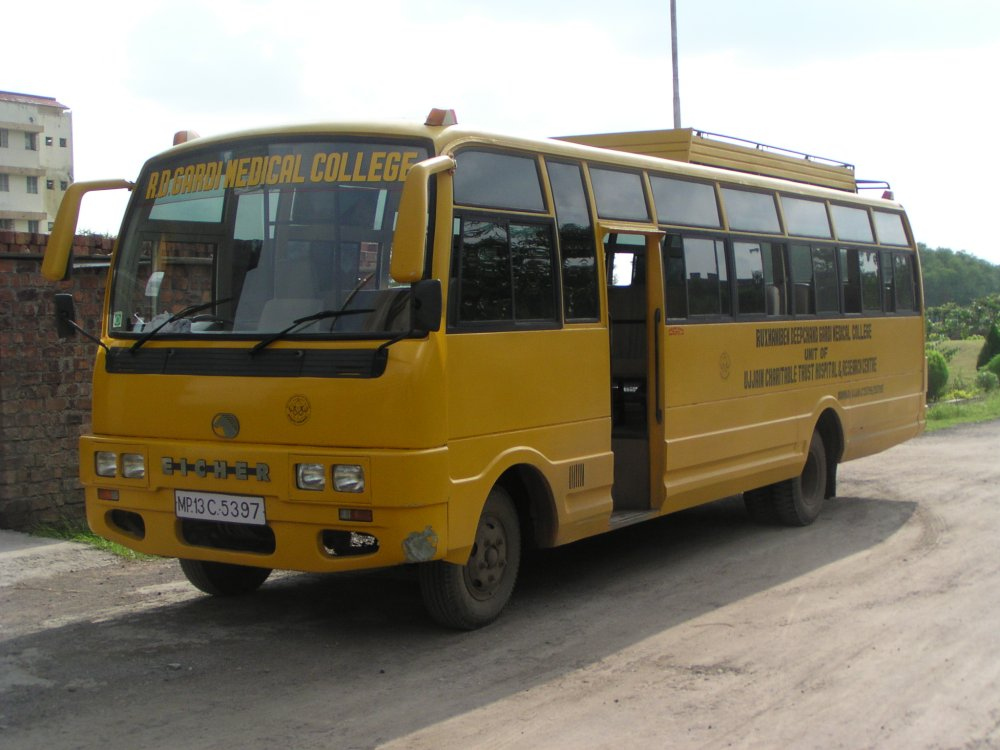
Indischer Bus der Marke Eicher

Der Ursprung war 1948 die Gründung der Firma Goodearth Company, die sich mit dem Import von Traktoren nach Indien beschäftigte. Durch die Zusammenarbeit mit der deutschen Firma Gebr. Eicher wurde 1959 ein Joint Venture unter dem Namen Eicher Tractor Corporation of India Private Ltd. gegründet, um als Erster im Land Traktoren lokal herzustellen. Der Erfolg blieb nicht aus und das Unternehmen wuchs. 1982 begann eine technische Zusammenarbeit mit Mitsubishi, um leichte Lastkraftwagen und Omnibusse in Indien herzustellen. 1990 wurde die indische Firma Enfield übernommen, ein bekannter Hersteller von motorisierten Zweirädern. Ein Jahr später wurde der lokale Getriebehersteller Ramon and Demm übernommen.
2005 wurde das Geschäft mit Traktoren und Motoren an die indische Firma TAFE Motors and Tractors Ltd. verkauft.
Im Jahr 2008 wurde eine Nutzfahrzeug-Allianz mit dem schwedischen Hersteller Volvo besiegelt, die in der Gründung des 50:50-Gemeinschaftsunternehmens VE Commercial Vehicles Limited mündete. Volvo brachte hierbei sein indisches Geschäft ein sowie zusätzlich gut 200 Millionen Euro, Eicher seine komplette Lkw- und Busproduktion.

## Produktprogramm
Die Motorräder werden unter der Marke „Royal Enfield“ verkauft. Das Unternehmen gibt an, in Indien im Marktsegment von 250 bis 750 cm³ einen Marktanteil von 91 % zu besitzen. Im Geschäftsjahr 2017/18 wurden 820.000 Motorräder verkauft.
Bei den Lastkraftwagen stellt Eicher ein Programm von 4,9 bis 49 t her. Schwerpunkt ist das Segment der leichten und mittelschweren Fahrzeuge. Eicher schätzt seinen Marktanteil in Indien in diesem Bereich auf 32 %.
Außerdem werden Busse hergestellt und es besteht ein Joint-venture mit Volvo. Der Kapitalanteil von Volvo beträgt 45,6 % (2019).

## Tochtergesellschaften
Eicher Motors Limited verfügt über folgende Tochterunternehmen:
- Royal Enfield
- VE Commercial Vehicles Limited (Joint Venture mit der Volvo Group)
- Eicher Polaris Private Limited (50 %) (Joint Venture mit der Polaris Industries Incorporated)

## Eicher Deutschland
Die Verbindung zur deutschen Firma Gebr. Eicher besteht nur noch im Namen. Die deutschen Anteile am Joint Venture wurden bereits in den 1960er Jahren vom indischen Partner übernommen. In den 1980er Jahren, als die deutsche Firma in wachsende finanzielle Schwierigkeiten geriet, hat Eicher Indien vorübergehend die Mehrheit an der deutschen Firma übernommen. Aber den Niedergang der deutschen Firma konnte auch dieser Schritt nicht verhindern. So lebt heute der Name „Eicher“ in Indien als angesehene Marke und florierendes Unternehmen weiter.